# Ivan Gundulić

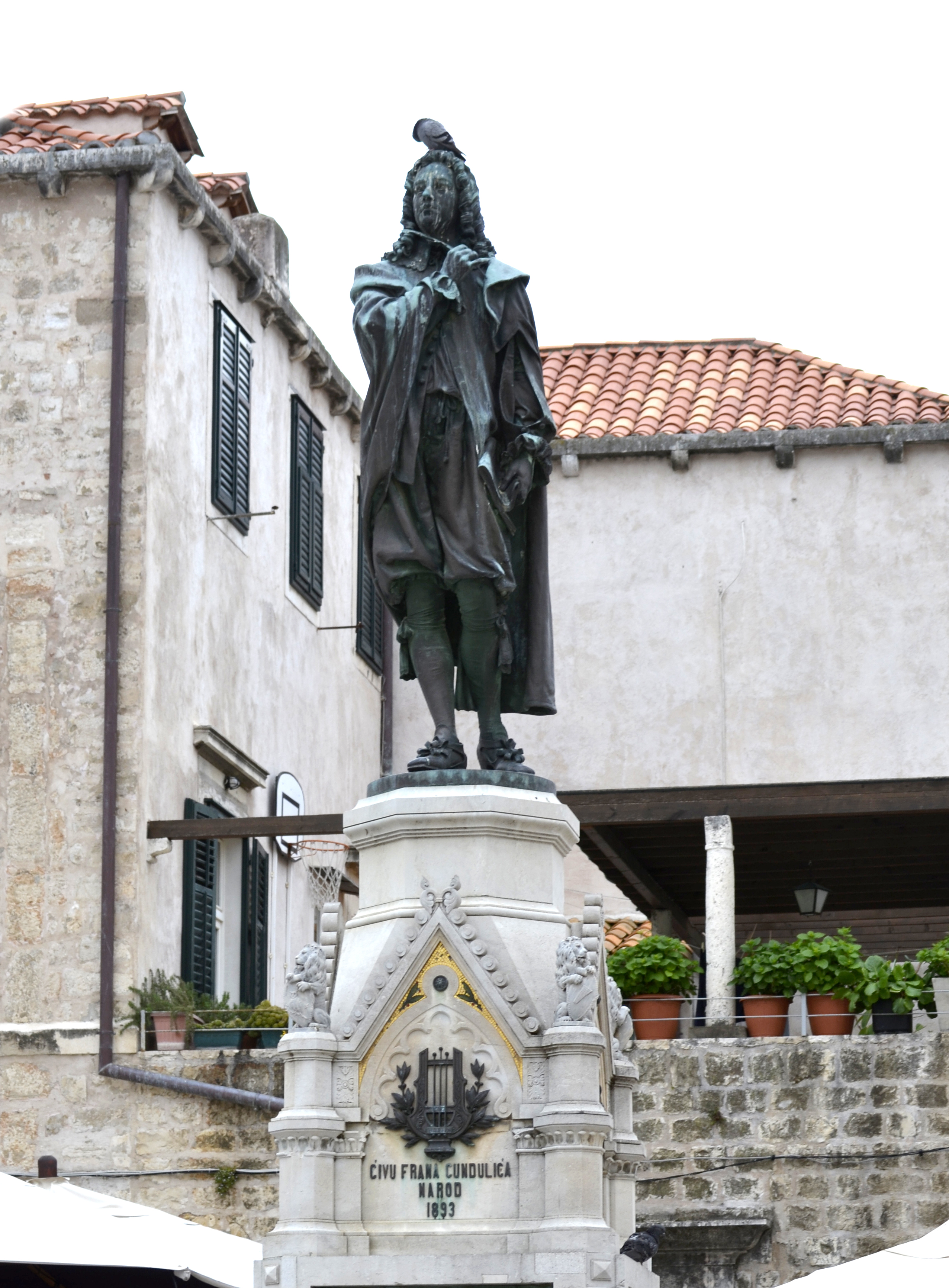
Estàtua d'Ivan Gundulic a la Plaça Gunduliceva de Ragua (Dubrovnik)

Ivan Gundulić (Italià: Giovanni Gondola) va néixer el 8 de gener de 1589 a Ragusa (Dubrovnik), i fou un destacat poeta barroc, amb treballs centrats en la contrareforma religiosa.
Fill de Franco Gundulić, conseller i ambaixador de la República de Ragusa a Constantinoble, que va tenir una molt bona educació.
El seu poema principal es diu "Osman" (poema inacabat publicat el 1626, i complet el 1844, escrivint els dos darrers capítols Ivan Mažuranić) en el que apel·la a la unió dels catòlics sota el rei de Polònia contra els turcs; també cal esmentar el poema religiós "Suze sina razmentnoga (Trets del fill pròdig)" (1622), inspirat en la coneguda història de la Bíblia. El drama Dubravka fou un cant a la llibertat de Ragusa (Dubrovnik).
Va ser influït per Torquato Tasso i va contribuir a l'estandardització de l'idioma croat. La seva imatge apareix als bitllets de 50 kunas, i també a alguns segells de correus. Té una estàtua dedicada a Dubrovnik a la plaça Gunduliceva.
Fou membre del Baix Consell i magistrat en cap de la República. Va morir a Ragusa el 8 de desembre de 1638